# Acanthormius kabaenensis
Acanthormius kabaenensis är en stekelart som beskrevs av Van Achterberg 1995. Acanthormius kabaenensis ingår i släktet Acanthormius och familjen bracksteklar. Inga underarter finns listade i Catalogue of Life.